# Hemirhagerrhis viperina
Espèce
Synonymes
- Psammophylax viperinus Bocage, 1873
- Psammophylax nototaenia Bocage, 1895
- Amplorhinus nototaenia Boulenger, 1896
- Hemirhagerrhis nototaenia viperinus (Bocage, 1873)

Hemirhagerrhis viperina est une espèce de serpents de la famille des Lamprophiidae. 

## Répartition
Cette espèce se rencontre dans le sud-ouest de l'Angola et le nord-ouest de la Namibie.

## Publication originale
- Bocage, 1873 : Melanges erpetologiques. II. Sur quelques reptiles et batraciens nouveaux, rares ou peu connus d‘Afrique occidentale. Jornal de Sciencias Mathematicas, Physicas e Naturaes Academia Real das Sciencias de Lisboa, vol. 4, p. 209-227 (texte intégral).